# Son of Man (novela)
Son of Man (El hijo del hombre en español) es una novela de cienca-ficción de 1971 del autor estadounidense Robert Silverberg. Narra la historia de Clay, un hombre del siglo XX que viaja billones de años en el tiempo adelante y se encuentra con la humanidad en sus peculiares formas futuras. Entre los temas abordados en la novela se encuentran la sexualidad, los poderes psíquicos, la fisiología, la división de los humanos en castas y la preservación de la antigua sabiduría.

## Recepción
Norman Spinrad la describió como "brillante".. Matt Hughes la considera "un elemento propio de su tiempo, una zambullida destacable, intelectual y mareante en una nueva manera de escribir ciencia-ficción y una nueva manera de pensar", notando que Silverberg aborda "las eternas preguntas: ¿qué somos? ¿De dónde venimos? ¿Adónde vamos?"